# 전자통장
전자통장은 종이통장·인감 대신 IC카드로 창구 및 자동화기기에 거래하는 디지털 통장이다. 2000년 9월에 인터넷전문은행으로서 일본 자판넷은행이 처음 도입했고, 기존 은행으로서는 2004년 3월에 일본 리소나 은행(명칭: TIMO)이 도입한 후, 2004년 11월에는 국민은행이 대한민국 최초로 도입해 이후 몇몇 금융권으로 확대되었다.
현금카드와 전자통장은 서로 다른 개념이며, 전자통장은 온라인 무통장이 아니라 실물 통장이기 때문에 실물 통장이 없이 현금카드만 발급하는 온라인 상품은 종이통장뿐만 아니라 전자통장도 발급할 수 없다.

## 특징
- ATM 사용 시, 전자통장 메뉴를 선택하여야 전자통장으로 거래하게 된다. 초기 화면에서 "전자통장" 버튼이 아닌 "입금", "출금" 등의 버튼을 눌러 거래하는 것은 "현금카드"를 이용해 거래하는 것에 해당한다.
- ATM 사용 시, 해당 은행의 ATM에서만 전자통장으로 거래할 수 있으며, 다른 은행 ATM에서는 전자통장을 탑재한 IC카드에 별도로 탑재된 "현금카드"를 이용해 거래하여야 한다.
- 타인이 쉽게 거래내역을 확인할 수 없어 종이통장에 비해 높은 보안성을 지닌다.
- PIN(Personal Identification Number)번호를 입력해야 계좌 조회가 가능해 통장 및 인감의 위·변조의 위험성을 줄였다.
- 여러 개의 계좌를 IC카드 하나에 탑재할 수 있다.
- 전자통장을 탑재한 IC카드에 별도로 현금카드와 공인인증서, 교통카드, 직불카드 등 다양한 부가서비스를 이용할 수 있다.
- 최초발급이 아닌 이상, 발급수수료가 들어간다.
- 일부 은행에서는 한시적으로 발급수수료를 면제하고 있다.

## 발급 방법
전자통장을 취급하는 은행 창구에서만 발급이 가능하다.

### 전자통장을 취급하는 금융기관
- KB국민은행
- 우리은행
- 신한은행
- 하나은행(구 하나, 구 외환)
- 중소기업은행
- NH농협은행
- 우정사업본부[1]

## 참고 문헌
- 국민은행 "종이통장 비켜라! 전자통장" 서울경제신문 2004-12-07 16:36